# Стенфорд (Іллінойс)
Стенфорд (англ. Stanford) — селище (англ. village) в США, в окрузі Маклейн штату Іллінойс. Населення — 600 осіб (2020).

## Географія
Стенфорд розташований за координатами 40°25′54″ пн. ш. 89°13′15″ зх. д. / 40.43167° пн. ш. 89.22083° зх. д. (40.431801, -89.220841). За даними Бюро перепису населення США в 2010 році селище мало площу 1,71 км², уся площа — суходіл.

## Демографія
Згідно з переписом 2010 року, у селищі мешкало 596 осіб у 230 домогосподарствах у складі 171 родини. Густота населення становила 348 осіб/км². Було 255 помешкань (149/км²).
Расовий склад населення:
| - 97,7 % — білих - 0,8 % — чорних або афроамериканців - 0,3 % — корінних американців - 0,2 % — азіатів |

До двох чи більше рас належало 1,0 %. Частка іспаномовних становила 2,0 % від усіх жителів.
За віковим діапазоном населення розподілялося таким чином: 26,0 % — особи молодші 18 років, 63,4 % — особи у віці 18—64 років, 10,6 % — особи у віці 65 років та старші. Медіана віку мешканця становила 36,0 року. На 100 осіб жіночої статі у селищі припадало 114,4 чоловіків; на 100 жінок у віці від 18 років та старших — 105,1 чоловіків також старших 18 років.
Середній дохід на одне домашнє господарство становив 60 908 доларів США (медіана — 56 875), а середній дохід на одну сім'ю — 67 795 доларів (медіана — 63 750). Медіана доходів становила 44 886 доларів для чоловіків та 39 688 доларів для жінок. За межею бідності перебувало 10,7 % осіб, у тому числі 14,7 % дітей у віці до 18 років та 0,0 % осіб у віці 65 років та старших.
Цивільне працевлаштоване населення становило 349 осіб. Основні галузі зайнятості: виробництво — 16,3 %, фінанси, страхування та нерухомість — 12,9 %, освіта, охорона здоров'я та соціальна допомога — 12,0 %, роздрібна торгівля — 11,5 %.